# Karl Heinrich Koch
Karl Heinrich Emil Koch, född 6 juni 1809 i Ettersburg nära Weimar, död 25 maj 1879 i Berlin, var en tysk botaniker. Auktorsnamnet K.Koch kan användas för Karl Heinrich Koch i samband med ett vetenskapligt namn inom botaniken; se Wikipediaartiklar som länkar till auktorsnamnet.
Koch blev 1836 extra ordinarie professor i Jena och verkade från 1847 vid universitetet i Berlin, från 1859 även som professor vid lantbruksakademien i samma stad, varjämte han 1849–1872 var generalsekreterare i föreningen för trädgårdsskötselns främjande inom de preussiska staterna samt 1858–1872 utgav denna förenings tidskrift, "Wochenschrift für Gärtnerei und Pflanzenkunde". 
Utom flera arbeten, till vilka hans 1836–1838 och 1843–1844 företagna resor i Kaukasustrakterna lämnade stoff, utgav Koch som frukt av sina specialstudier över träden en Dendrologi (två band, 1869–1873), vilken dock befunnits lida brist på skärpa såväl i de allmänna indelningarna som i diagnoserna av de särskilda arterna.